# エンスレイヴド
エンスレイヴド(Enslaved) は、1991年にノルウェーのスヴェイオで結成されたエクストリーム・メタル・バンド。
バンド名の由来は同国出身のブラックメタル・バンド「イモータル」の曲Enslaved in Rotから。現在はベルゲンに拠点を移している。

## 略歴

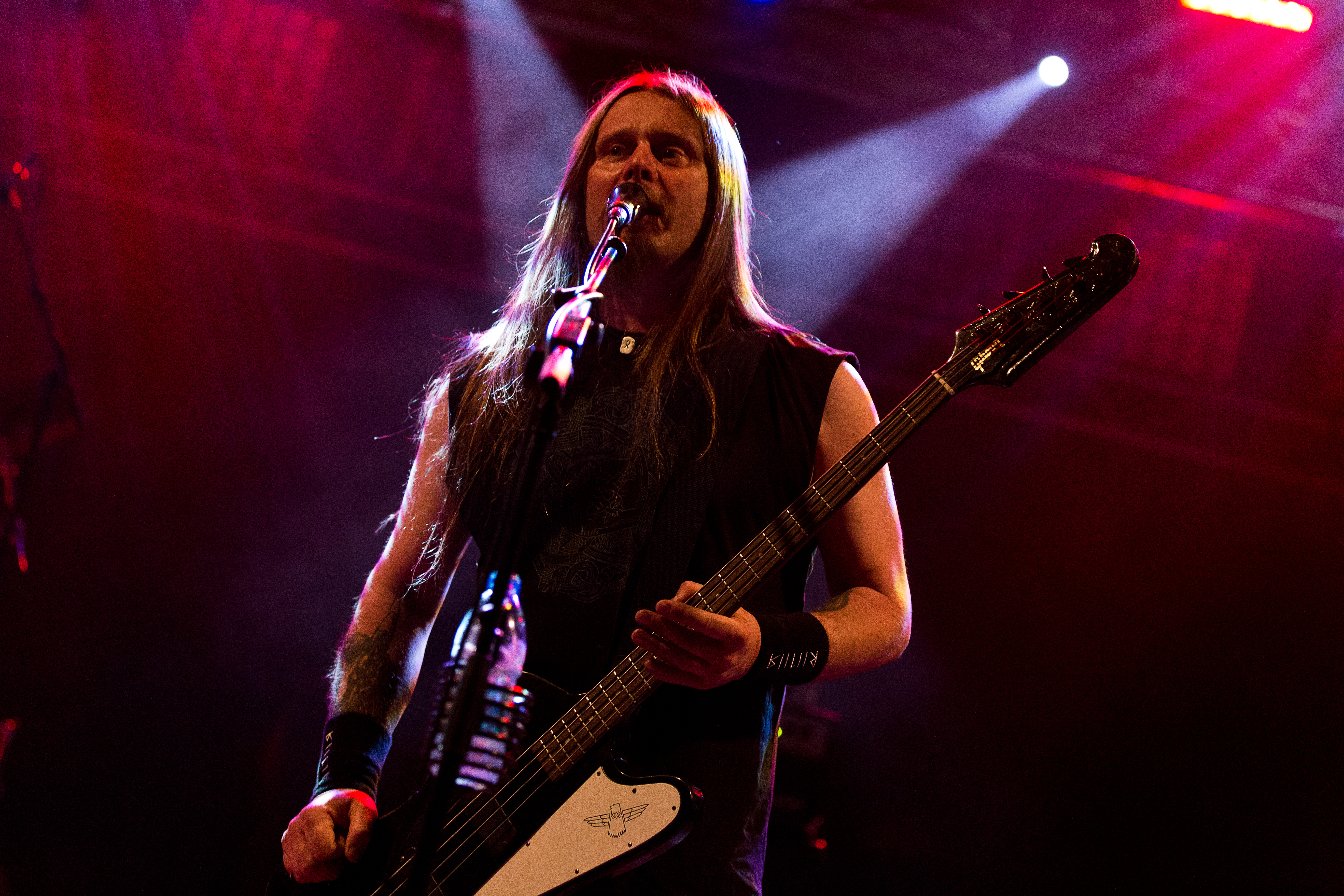
グルトレ・シェルソン(Vo/B) 2016年

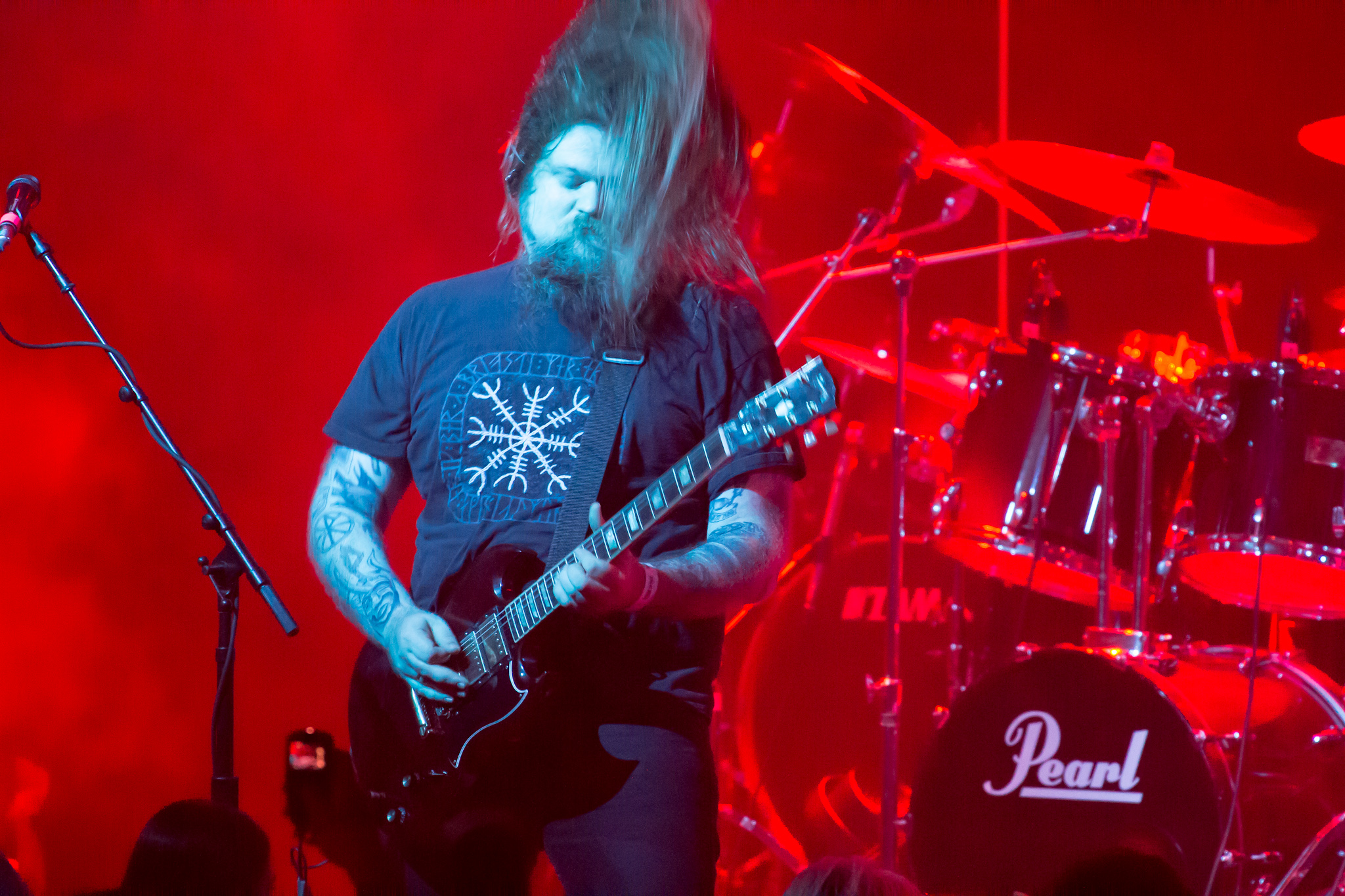
イヴァール・ビョルンソン(G) 2012年

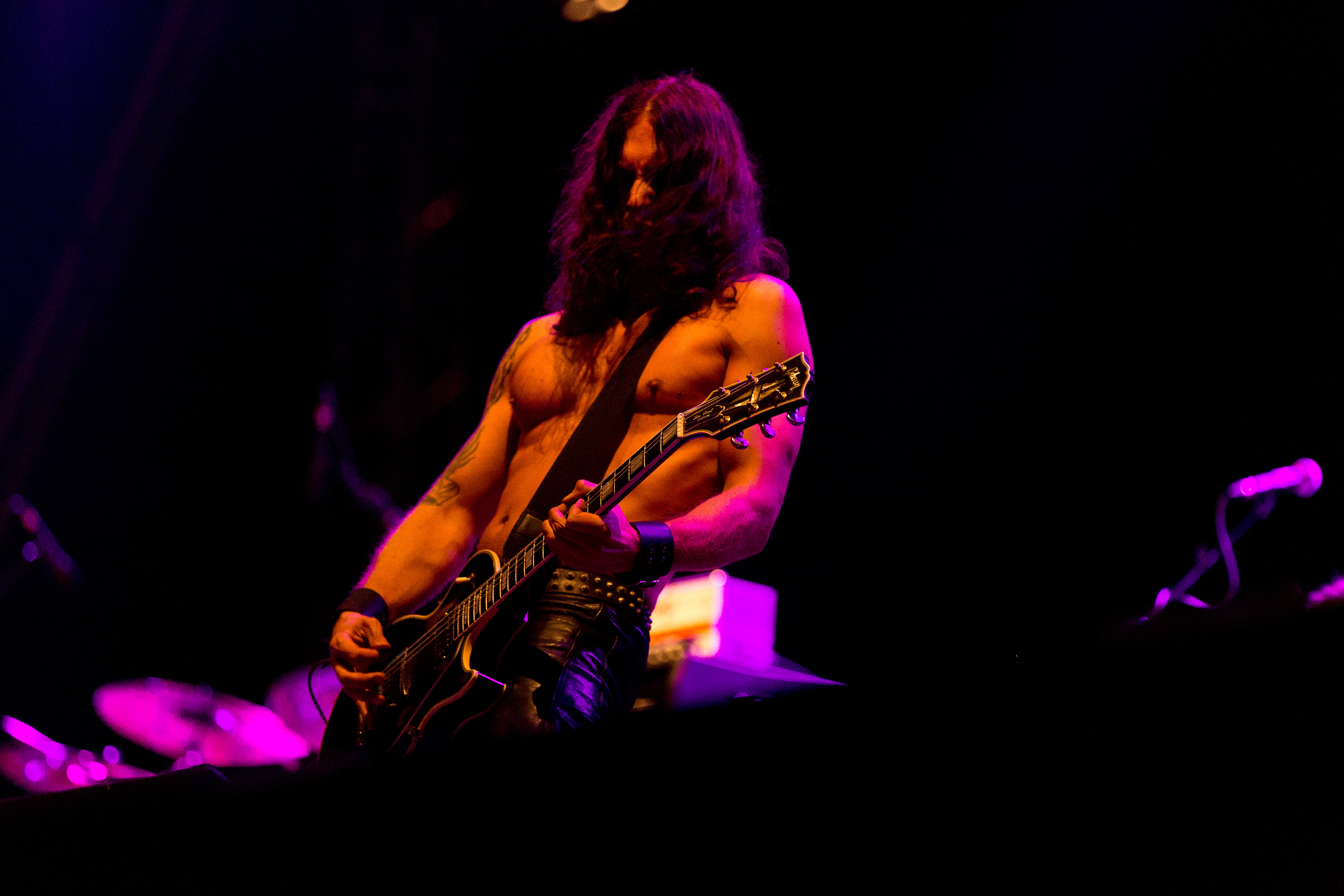
アルヴェ・イスダル(G) 2016年

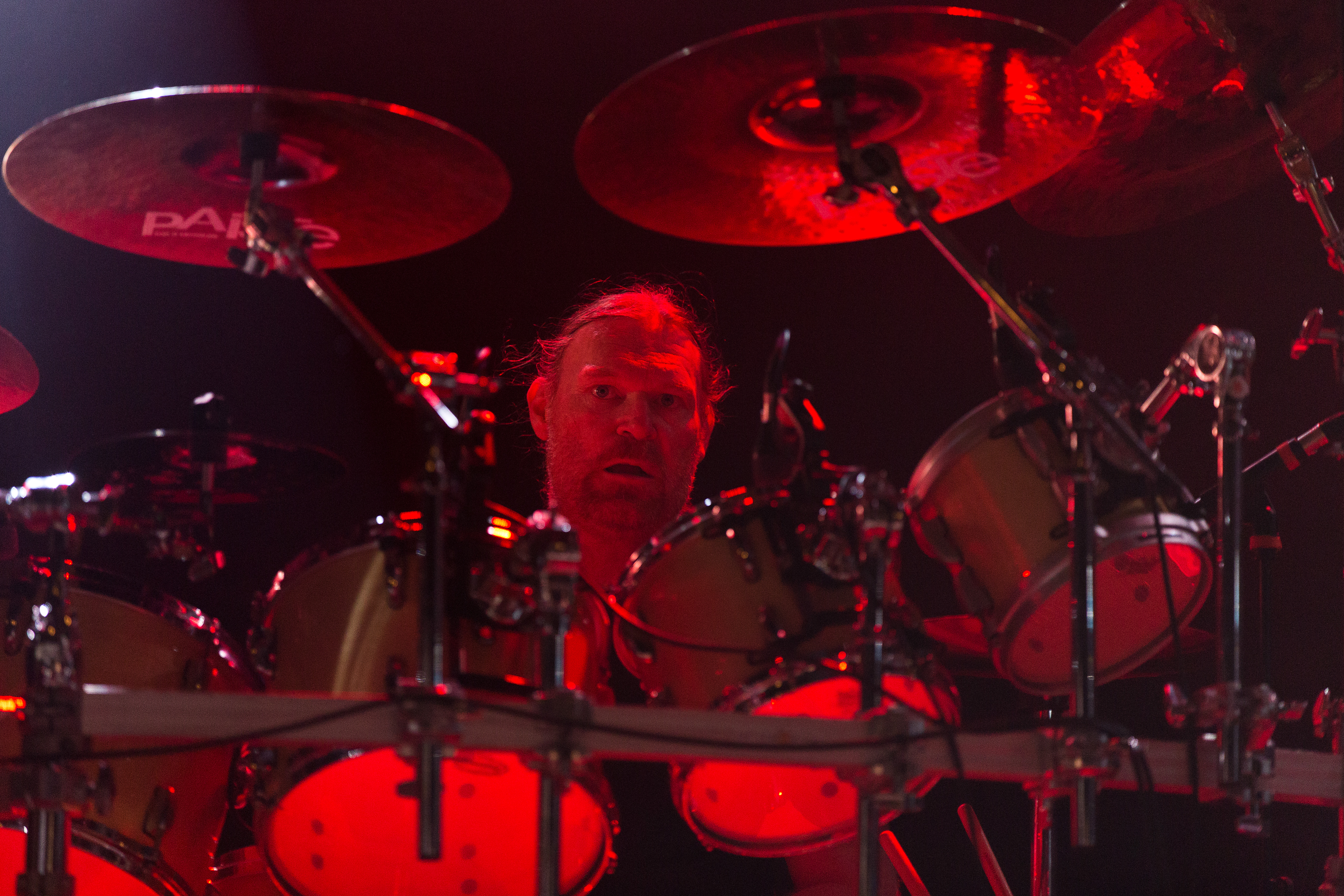
カト・ベッケボル(Ds) 2016年

はじめ、シェルソンとビョルンソンはフォビア (Phobia)というデスメタル・バンドでプレイしていた。
1991年、エンスレイヴドを結成。「ノルウェイジャン・ブラックメタル」の原型となるようなバンドとして活動を開始したが、彼らはこのジャンルにしては珍しい作曲の仕方をしていた。それゆえ、ブラックメタル・バンドと呼ばれるよりもエクストリーム・メタル・バンドと呼ばれることを好んだ。
1997年、3rdアルバム『Eld』をリリース。このアルバムがプログレッシブな作風へと方向転換した、最初のアルバムだと考えられている。
2000年、5thアルバム『Mardraum – Beyond the Within』をリリース。プログレッシブな作風を確立する。
2001年、6thアルバム『Monumension』をリリース。このアルバムから主に英語で作詞が行われるようになる。1stアルバムを除くそれ以前のアルバムではノルウェー語で歌詞がつづられていた。
2008年、10thアルバム『Vertebrae』をリリース。このアルバムは技術面、特に和声的な面でピンク・フロイドのようだと高く評価され、母国でグラミー賞に相当する「Spellemann Award」を受賞した。
2009年5月、プログレッシブ・メタルバンド「オーペス」と北米ツアーを行う。
2011年、二枚のEPをリリース。アメリカ合衆国、カナダで「アルセスト」「ジュニアス」とともに結成20周年ツアーを行った。同年、ノルウェー政府公認の賞である「Norwegian Artist & Songwriters Association Honorary Award」を受賞。音楽産業への貢献を記念した同賞を、メタル・バンドが受賞する初の偉業を達成。
2012年、12枚目のアルバム『RIITIIR』をリリース。このアルバムでバンド初の国内盤が発売された。
2016年、13枚目のアルバム『IN TIMES』をリリース。「LOUD PARK 16」にて、初来日を果たす。
2017年に14thアルバム『E』をリリース。2018年6月、ドラマーのカト・ベッケボルが脱退した。同年12月に、新ドラマーとしてイーヴェル・サンデイ (Ds)が加入した

## 音楽的特徴と思想
初期のエンスレイヴドは典型的なブラックメタルといったサウンドをしていたが、近年ではクリーンヴォーカルやキーボードを大きく採用し、オーペスにも似たプログレッシヴな作風になっている。歌詞は主に北欧神話をあつかっている。
バンドの中心人物Kjellsonは「ブラックメタルとは何か」という問いに対して興味深い回答をしている。
「ブラックメタルはまさにヴェノムと一緒に生まれたんだ…ええと、81年、それとも82年にだったかな。Welcome to Hellと一緒にね。事実、彼らは自分たちの音楽をブラックメタルと呼んだ最初のバンドだ。だから、俺はブラックメタルをこういう観点で見ているんだ。つまり、ヴェノムはいまのブラックメタルのようなサウンドじゃない。それでも、彼らはブラックメタルだし、同じコンセプトで歌詞を書いてるし、つまりサタニックな歌詞なんだ。ああ、確かにヴェノムは最近のブラックメタルというよりも、まるでパンクミュージックだ。だから、ブラックメタルはどんな種類のメタルにも成りうるんだよ。」

## メンバー
- グルトレ・シェルソン (Grutle Kjellson) - ボーカル、ベース (1991- ) 1973年生まれ。
- イヴァール・ビョルンソン (Ivar Bjørnson) - ギター、キーボード (1991- ) 1977年生まれ。バンド結成時は13歳だった。Borknagarの初期三作とGorgorothのアルバムIncipit SatanとDestroyerでもキーボードを担当している。
- アルヴェ・"アイス・デール"・イスダル (Arve "Ice Dale" Isdal) - ギター (2002- )
- ホーコン・ヴィンイェ (Håkon Vinje) - キーボード、ボーカル (2017- )
- イーヴェル・サンデイ (Iver Sandøy) - ドラムス (2018- )

### 旧メンバー
- ロイ・クロンハイム (Roy Kronheim) - ギター(1997-2002)
- エルブラン・ラーシェン (Herbrand Larsen) -  キーボード、ボーカル (2004- )

クリーンヴォーカルを担当。
- タリム・トルソン (Trym Torson) - ドラムス (1991-1995)

脱退後エンペラーで活躍。
- ハーラル・ヘルゲソン (Harald Helgeson) - ドラムス (1995-1997)
- ダージ・レップ (Dirge Rep) - ドラムス (1997-2002)
- フレディ・ボルソ (Freddy Bolsø) - ドラムス (2003)
- カト・ベッケボル (Cato Bekkevold) - ドラムス (2003-2018)

## ディスコグラフィー
アルバム
- Vikingligr Veldi (1994)
- Frost (1994)
- Eld (1997)
- Blodhemn (1998)
- Mardraum – Beyond the Within (2000)
- Monumension (2001)
- Below the Lights (2003)
- Isa (2004)
- Ruun (2006)
- Vertebrae (2008)
- Axioma Ethica Odini (2010)
- RIITIIR (2012)
- In Times (2015)
- E (2017)
- Utgard (2020)

EP
- Hordanes Land (1993)
- The Sleeping Gods (2011)
- Thorn (2011)

### 映像作品
- Live Retaliation (2003)
- Return to Yggdrasill (2005)

## 外部サイト
- Official website
- Enslaved - Myspace